# Ennometes vitiensis
Ennometes vitiensis is een keversoort uit de familie Callirhipidae. De wetenschappelijke naam van de soort werd in 1877 gepubliceerd door Léon Marc Herminie Fairmaire.

## Synoniemen
- Callirhipis femorata C.O.Waterhouse, 1877[1]
- Callirhipis cylindroides Fairmaire, 1877